# Glumačka družina Histrion
Glumačka družina Histrion ili Histrioni hrvatska su kazališna družina.

## Povijest
Glumačka družina Histrion nastala je u Zagrebu 11. srpnja 1975. godine. Utemeljio ju je Zlatko Vitez, koji je umjetničko-organizacijski ravnatelj, glumac, redatelj i producent družine. Histrioni su do 1985. godine kao pučki teatar izvodili predstave širom Hrvatske, nemajući matično kazalište. Od 1986. izvode kazališne predstave na zagrebačkoj Opatovini organizirajući Zagrebačko histrionsko ljeto. Biraju uglavnom hrvatske autore i teme bazirane na hrvatskoj povijesti, kulturi i tradiciji, najčešće u formi satire i komedije. 
Pridonijeli su popularizaciji Marije Jurić Zagorke te sudjelovali u podizanju spomenika u Tkalčićevoj ulici u Zagrebu, njoj u čast.

## Manifestacije i nagrade
- Ploveće kazalište, održava se od 1975. godine[3]
- Zagrebačko histrionsko ljeto, održava se od 1986. godine[4]
- Gumbekovi dani - festival kabareta, održava se od 2008. godine[5]
- Bobijevi dani smijeha - festival komedija, održava se od 2012. godine [6]
- Nagrada Zlatni Histrion[7]

## Histrionski dom
Od 2007. godine družina nastupa u Histrionskom domu, a 2016. godine u suradnji s Gradom Zagrebom osniva Centar za kulturu Histrionski dom.

## Vanjske poveznice
Mrežna mjesta
- Glumačka družina Histrion, službeno mrežno mjesto
- Centar za kulturu Histrionski dom, službeno mrežno mjesto
- Sanja Nikčević, Poetika Kazališne družine Histrion ili čuvari afirmativnog kazališta